# Simulium longifiliatum
Simulium longifiliatum är en tvåvingeart som först beskrevs av Rubtsov 1976.  Simulium longifiliatum ingår i släktet Simulium och familjen knott. Inga underarter finns listade i Catalogue of Life.